# Кисляк, Сергей Викторович
Серге́й Ви́кторович Кисля́к (бел. Сяргей Віктаравіч Кісляк; род. 6 августа 1987[…], Каменец, Брестская область) — белорусский футболист и тренер. С 2025 года — ассистент главного тренера в клубе «Динамо-Брест». Выступал на позиции полузащитника, защищал цвета сборной Беларуси.

## Карьера

### Клубная

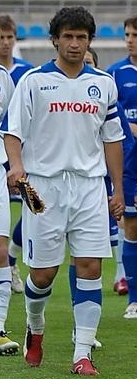
Кисляк в качестве капитана минского «Динамо», 2008

Воспитанник каменецкой ДЮСШ. Первый тренер — В. Н. Кисляк.
Профессиональную карьеру начал в минском «Динамо» в 2004 году: выступал за дубль и дебютировал в чемпионате Белоруссии. В сезоне 2006 года закрепился в главной команде. Включался БФФ в список 22 лучших футболистов чемпионата Белоруссии 2006.
В июле-августе 2010 года Кисляк находился на просмотре в российском «Рубине». По взаимной договорённости между клубами, Сергей закончил сезон в «Динамо» и официально стал игроком «Рубина» в декабре 2010 года. В еврокубках за «Рубин» дебютировал 23 февраля 2012 года в выездном матче 1/16 финала Лиги Европы 2011/12 против пирейского «Олимпиакоса». 8 июля 2012 года был арендован клубом «Краснодар» до конца года. В начале 2013 года вернулся в казанский клуб, приняв участие за него в Лиге Европы 2012/13 также со стадии 1/16 финала, 2013/14.
8 июня 2016 года подписал двухлетний контракт с турецким клубом «Газиантепспор». Но клуб вылетел из турецкой Суперлиги и Кисляк летом 2017 года решил покинуть его.
1 февраля 2018 года подписал контракт на один год с казахстанским клубом Премьер-лиги «Иртыш» из Павлодара. Но уже в июле был отчислен за низкие показатели (не забил пенальти литовскому «Тракаю» и клуб вылетел из Лиги Европы УЕФА 2018/19). Некоторое время поддерживал форму в минской любительской команде «Трактор».
В сентябре 2018 года подписал контракт с брестским «Динамо». В сезоне 2018 чередовал выходы в стартовом составе и на замену. В сезоне 2019 закрепился в основе и помог команде стать чемпионом Белоруссии.
В декабре 2020 года перешёл в минское «Динамо». В январе 2023 года покинул клуб.
В январе 2023 вернулся в брестское «Динамо». В январе 2025 года завершил карьеру игрока, и остался в структуре клуба в качестве ассистента Александра Седнёва.

### В сборной
Участник молодёжного чемпионата Европы 2009 в Швеции. На турнире забил все 2 мяча сборной (в ворота шведов и итальянцев).
В национальной сборной Белоруссии дебютировал 14 ноября 2009 года в товарищеском матче со сборной Саудовской Аравии в Даммаме (1:1). Свой первый мяч за сборную забил 30 мая 2010 года в товарищеском матче со сборной Южной Кореи в австрийском Куфштайне (1:0). 3 сентября 2010 года в первом матче отборочного турнира чемпионата Европы по футболу 2012 забил победный гол в ворота сборной Франции в Сен-Дени (0:1). Также отличался в товарищеских матчах: 10 августа 2011 года со сборной Болгарии в Минске (1:0) и 14 ноября 2012 года со сборной Израиля в Иерусалиме (2:1).

## Достижения
«Динамо» (Минск)
- Чемпион Белоруссии: 2004
- Серебряный призёр чемпионата Белоруссии (4): 2005, 2006, 2008, 2009
- Бронзовый призёр чемпионата Белоруссии: 2021

«Рубин»
- Обладатель Кубка России: 2012

«Динамо-Брест»
- Чемпион Белоруссии: 2019
- Обладатель Суперкубка Белоруссии (2): 2019, 2020

## Статистика за Рубин
| Клуб  | Сезон   | Лига | Лига | Кубки | Кубки | Еврокубки | Еврокубки | Прочие | Прочие | Итого | Итого |
| Клуб  | Сезон   | Игры | Голы | Игры  | Голы  | Игры      | Голы      | Игры   | Голы   | Игры  | Голы  |
| ----- | ------- | ---- | ---- | ----- | ----- | --------- | --------- | ------ | ------ | ----- | ----- |
| Рубин | 2011/12 | 19   | 2    | 2     | 0     | 1         | 0         | 0      | 0      | 22    | 2     |
| Рубин | 2012/13 | 2    | 0    | 0     | 0     | 0         | 0         | 0      | 0      | 2     | 0     |
| Рубин | 2013/14 | 13   | 1    | 1     | 0     | 0         | 0         | 0      | 0      | 14    | 1     |
| Рубин | 2014/15 | 15   | 0    | 3     | 0     | 0         | 0         | 0      | 0      | 18    | 0     |
| Рубин | 2015/16 | 16   | 1    | 0     | 0     | 0         | 0         | 0      | 0      | 16    | 1     |